# Ero
Ero là một chi nhện trong họ Mimetidae.

## Các loài
- Ero aphana (Walckenaer, 1802)
- Ero cachinnans Brignoli, 1978
- Ero cambridgei Kulczynski, 1911
- Ero canala Wang, 1990
- Ero canionis Chamberlin & Ivie, 1935
- Ero capensis Simon, 1895
- Ero catharinae Keyserling, 1886
- Ero comorensis Emerit, 1996
- Ero eburnea Thaler, 2004
- Ero felix Thaler & van Harten, 2004
- Ero flammeola Simon, 1881
- Ero furcata (Villers, 1789)
- Ero furuncula Simon, 1909
- Ero galea Wang, 1990
- Ero gemelosi Baert & Maelfait, 1984
- Ero goeldii Keyserling, 1891
- Ero gracilis Keyserling, 1891
- Ero humilithorax Keyserling, 1886
- Ero japonica Bösenberg & Strand, 1906
- Ero juhuaensis Xu, Wang & Wang, 1987
- Ero kompirensis Strand, 1918
- Ero koreana Paik, 1967
- Ero lata Keyserling, 1891
- Ero lawrencei Unzicker, 1966
- Ero leonina (Hentz, 1850)
- Ero lodingi Archer, 1941
- Ero lokobeana Emerit, 1996
- Ero madagascariensis Emerit, 1996
- Ero melanostoma Mello-Leitão, 1929
- Ero pensacolae Ivie & Barrows, 1935
- Ero quadrituberculata Kulczynski, 1905
- Ero salittana Barrion & Litsinger, 1995
- Ero spinifrons Mello-Leitão, 1929
- Ero spinipes (Nicolet, 1849)
- Ero tuberculata (De Geer, 1778)
- Ero valida Keyserling, 1891